# Mario Fiandri
Mario Fiandri SDB (* 8. Dezember 1947 in Arborea) ist ein italienischer Ordenspriester und römisch-katholischer Bischof.

## Leben
Fiandri war 1958 in das Seminar der Salesianer Don Boscos in Arborea eingetreten. Nach dem Noviziat in Lanuvio bei Rom, legte er am 13. August 1969 die Ordensgelübde als Salesianer Don Boscos ab. Nach den philosophischen und theologischen Studien von 1966 bis 1969 an der Päpstlichen Universität der Salesianer in Rom ging er als Missionar nach Guatemala. Nachdem er dort seine Studien beendet hatte, wurde er am 10. August 1974 in Arborea zum Priester geweiht. Von 1975 bis 1978 war er Schulrat am Philosophischen Institut der Salesianer in Guatemala-Stadt. Von 1978 an war er Vikar, dann Rektor des Jugendzentrums „Don Bosco“ von Managua in Nicaragua. Von 1985 bis 1989 war er Direktor sowie 1990 Pfarrvikar der Pfarrei „Divina Providencia“ in Guatemala. Von 1991 bis 1994 erwarb er die Lizenz im Fach Bibelwissenschaften am Päpstlichen Bibelinstitut in Rom. Nach seiner Rückkehr nach Guatemala war er von 1994 bis 1996 Pfarrer des Don-Bosco-Heiligtums in Guatemala. Zuletzt war er seit 2004 Rektor des Theologischen Instituts der Salesianer in Guatemala und lehrte selbst als Professor Bibelwissenschaft.
Am 10. Februar 2009 ernannte ihn Papst Benedikt XVI. zum Apostolischen Vikar von El Petén in Guatemala und zum Titularbischof von Madarsuma. Die Bischofsweihe erhielt Fiandri am 21. März 2009 durch Rodolfo Kardinal Quezada Toruño sowie als Mitkonsekratoren durch seine Mitbrüder Óscar Kardinal Rodríguez Maradiaga SDB und Erzbischof Óscar Julio Vian Morales SDB.